# Jacobsite-Q
La jacobsite-Q, precedentemente nota col nome iwakiite, è un minerale del supergruppo dello spinello e in particolare degli ossispinelli, nella cui famiglia occupa un posto nel sottogruppo dello spinello con composizione chimica Mn2+(Fe3+,Mn3+). È stata rinominata con il suo nome attuale nel 2018 quando è stato scoperto che è il polimorfo tetragonale della jacobsite e da allora non è più un minerale riconosciuto dall'Associazione Mineralogica Internazionale (IMA).

## Classificazione
Secondo la classificazione Nickel-Strunz, la jacobsite-Q appartiene alla classe 4.B Metallo:Ossigeno = 3:4 e simili e lì alla sottoclasse "4.BB Con soltanto cationi di media dimensione" insieme a cromite, cocromite, coulsonite, cuprospinello, filipstadite, franklinite, gahnite, galaxite, hercynite, jacobsite, manganocromite, magnesiocoulsonite, magnesiocromite, magnesioferrite, magnetite, nicromite, qandilite, spinello, trevorite, ulvöspinello, vuorelainenite, zincocromite, hausmannite, hetaerolite, idrohetaerolite, maghemite, titanomaghemite, tegengrenite e xieite.

## Abito cristallino
La jacobsite-Q cristallizza nel sistema tetragonale nel gruppo spaziale I41/amd (gruppo nº 141), con 4 unità di formula per cella unitaria; la sue costanti di reticolo sono a = 6,025 Å e c = 8,54 Å. La sua durezza sulla scala di Mohs è compresa tra 6 e 6,5. È un minerale isostrutturale con hausmannite, hetaerolite e idrohetaerolite.
La sua formula empirica è Mn(Fe0,75Mn0,25)2O4.

## Origine e giacitura
La jacobsite-Q è stata scoperta nel 1979 nella miniera di Gozaisho a Iwaki, che è anche la sua località tipo, nella prefettura di Fukushima, sull'isola di Honshū, in Giappone. È stata rinvenuta anche a Răzoare (Romania), nella miniera di Garpenberg Norra (Dalarna, in Svezia), a Långban (Värmland, in Svezia) e nella miniera di Benallt (Gwynedd, in Galles).

## Forma in cui si presenta in natura
La jacobsite-Q si presenta in cristalli di colore nero o nero-verdastro. Il colore del suo striscio è nero.